# Ceratitis pinnatifemur
Ceratitis pinnatifemur
 es una especie de insecto del género Ceratitis de la familia Tephritidae del orden Diptera. 
Günther Enderlein la describió científicamente por primera vez en el año 1920.